# 2007年澳門勞動節遊行
2007年澳門勞動節遊行，發生在2007年5月1日下午，由六個澳門社團組織市民以「反貪腐、保民生、削外勞、除黑工、安居樂業、家庭團聚、構建和諧社會」為口號，就澳門回歸後的社會問題表達意見，遊行人士亦包括個別立法會議員及少量公務員。與去年同類遊行一樣，是次遊行亦有出現警民對立與衝突場面，甚至有警員朝天開槍及使用胡椒噴霧驅散示威者，300米外的一名路人懷疑遭流彈擊傷；事件至當晚八點結束。
遊行開槍事件引致遊行氣氛轉差，而成為遊行最終被警方定性為「騷亂」事件的導火線；當時雖有媒體與照片作佐證，但參與遊行成員方與政府、親政府團體意見成兩極化，另外這也是繼1990年三·二九事件後澳門警察首次向群眾開槍示警。

## 背景
自澳門回歸後，治安、經濟狀況有所改善，市民對政府施政也有了更大的期望，更敢於表達訴求。但社會貧富懸殊，政府又未能解決外勞、交通、住屋問題等民生問題。再加上2005年起政府被指在土地分配、投資移民的問題上偏幫發展商（前運輸工務司長歐文龍2006年12月涉嫌貪污被捕某程度上證實了指控），澳門特別行政區政府的管治威信已有所下降。

## 遊行前
鑑於2006年的遊行出現了遊行人士偏離原來路線出現混亂的場面，遊行路線成為爭論的焦點。另一方面，特區政府在遊行前推出多項新政策，包括暫停投資移民政策、在2009年建成8,000個公共房屋單位等，被外界指為遊行降溫。
主辦團體在2007年3月計劃遊行，4月6日下午在北區發起簽名活動，並附以街招宣傳呼籲市民一同參與是次遊行。而遊行其中一個團體──澳門家人團聚促進會在4月8日、15日與22日下午已相繼發動遊行，由三角花園出發，經提督馬路、美副將大馬路至政府總部及中聯辦遞請願信。由於參與者只有百多人，而且影響較輕，故未有對社會做成太大影響。

### 參與團體
由澳門博彩建築業聯合自由工會（副理事長利建潤）、澳門職工民心協進會（總幹事黃沛林）、澳門清潔員職工會（理事長鄧國良）、澳門職工聯盟（理事長何興國）、澳門物業管理員職工會、澳門家庭團聚促進會（代表廖少芳）主辦並率領遊行者，而新澳門學社以其立法委員為代表率領參加其中（但代表澳門工職人員協會的立法議員高天賜在遊行前稱他以個人身份參與遊行，並有約50位屬「散位」之公務員參與）。

### 遊行訴求
- 要求政府以更嚴厲的力度打擊貪污與官商勾結、利益輸送，並公開賣地資料；賤價批地予以大財團用作商業項目，官員從中污取利，強調歐文龍事件只屬冰山一角，並以此要求中央政府罷免何厚鏵與其他局級官員如勞工局局長孫家雄（因打擊黑工不力）等。
- 要求特區政府儘快出台政策，解決僱主只聘請黑工與輸入外勞政策偏重商家，變相排斥本地工人的問題，改善本地裝修與建築工人失業與工資較澳門入息中位數偏低情況，另外增加對外輸入外勞的公眾知情透明度。
- 不滿炒風熾熱，樓價飇升，小市民無法置業安居；另外住屋租金亦隨之飇升之同時，居屋政策卻無助市民，要求公共房屋、社會房屋在2009年前要兌現。
- 不滿交通混亂，車輛過多引致塞車問題長久困擾民生。
- 爭取在澳居權者要求居於中國內地超齡子女能到澳門定居團聚。
- 不滿公務員因上層貪污成風，以致上司因「不聽話」而打壓下屬的情況嚴重。

### 遊行路線

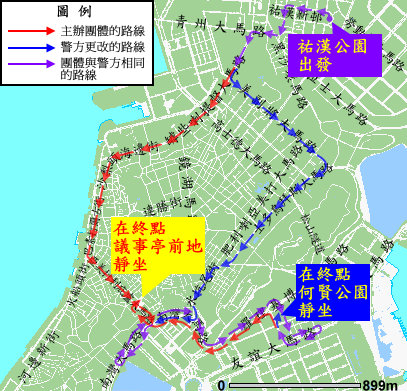
遊行路線一直出現分歧

主辦團體在4月16日向警方提交申請遊行文件，提出遊行路線在祐漢公園出發，經提督馬路、紅街市至沙梨頭海邊街，在十六浦左轉至新馬路，再右轉至南灣大馬路往政府總部遞信，後再折返南灣大馬路，經友誼大馬路往中聯辦遞信，然後經羅理基博士大馬路折返南灣大馬路、新馬路，在議事亭前地靜坐至晚上十一時和平散去。
4月27日，治安警察局原遊行路線以交通以及民生均會構成重大的影響為由，根據《基本法》及按《集會權及示威權》（第2/93/M號法律）中第八條第二、三款規定，更改遊行路線為提督馬路、在交界處左轉入美副將大馬路、士多紐拜斯大馬路、再往水坑尾街、南灣大馬路，往政府總部。再折返南灣大馬路，經羅理基博士大馬路、宋玉生廣場，往中聯辦後，在何賢公園靜坐；以避免像去年般直接往沙梨頭向新馬路遊行。
但主辦團體與警方雙方一直堅持其遊行路線不更改，至遊行前仍沒有共識，主辦團體代表於4月28日下午在三角花園的記者招待會上表示由始至終都沒答應警方提出的遊行路線，及後更揚言遊行者將會攻擊警方架設的防線。保安司司長張國華在4月30日表示，如果遊行團體不按照警方公佈的路線遊行，不排除會追究法律責任。
但據澳門電台在當天遊行前之新聞報道，主辦團體在遊行前接受警方較早前公布確定的遊行路線。

### 團體表達參與與否
澳門職工聯盟前理事長，去年五一遊行發起者與參與者之一的李漫洲在澳門報章發表《偏離目的異類遊行無理無法無知》一文，以遊行已異化成為另類訴求，並不全代表勞工階層訴求，並稱遊行主題標的不明確與不符合《基本法》規定為由，拒絕參加。另一個新興工會──澳門民生協進會遊行前一天到政府總部遞信代替參與遊行表達訴求。
而作為澳門傳統的工會組織的澳門工會聯合總會，在4月26日表示不參與是次遊行。

## 遊行當日

### 警方防線
因為去年五一遊行曾在新馬路發生衝突之關係，警方在當天中午起，把由提督馬路至沙梨頭海邊街至十六浦（即遊行團體定下之部分路線）封鎖並佈防防線，並計劃設下三道防線：美副將大馬路與提督馬路交界、沙梨頭海邊街水上街市附近與十六浦新馬路交界，裝設鐵欄，並配置有盾牌之防暴警察、警犬與水炮車等等，當晚事件結束後警方表示出動800名警力維持。而治安警察總局局長白英偉、局長助理鄭勝照，治安警察局代局長李小平亦在場督導。
有香港傳媒指警方數月前已安排各前線警員接受防暴練習以應付當天突發狀況，並配合胡椒噴霧和催淚彈等驅散群眾。

### 遊行經過
主辦單位於當天下午一時在祐漢公園集合，主辦團體在集合期間播放《國際歌》、《義勇軍進行曲》並準備標語等，下午二時半遊行隊伍出發，傳媒估計人數由1,200人到3,000人不等。主辦單位聲稱有最多10,000人，而澳門警方則表示有2,400人遊行。遊行期間由警方開路，隊末由交通警察維持並包圍整個遊行隊伍，開始時遊行秩序大致良好。
至遊行人士途經鏡湖殯儀館時，恰巧遇上行政長官何厚鏵兄長何厚炤在此設靈；遊行人士高呼何厚鏵下台的口號並在其靈堂門口大灑冥錢。

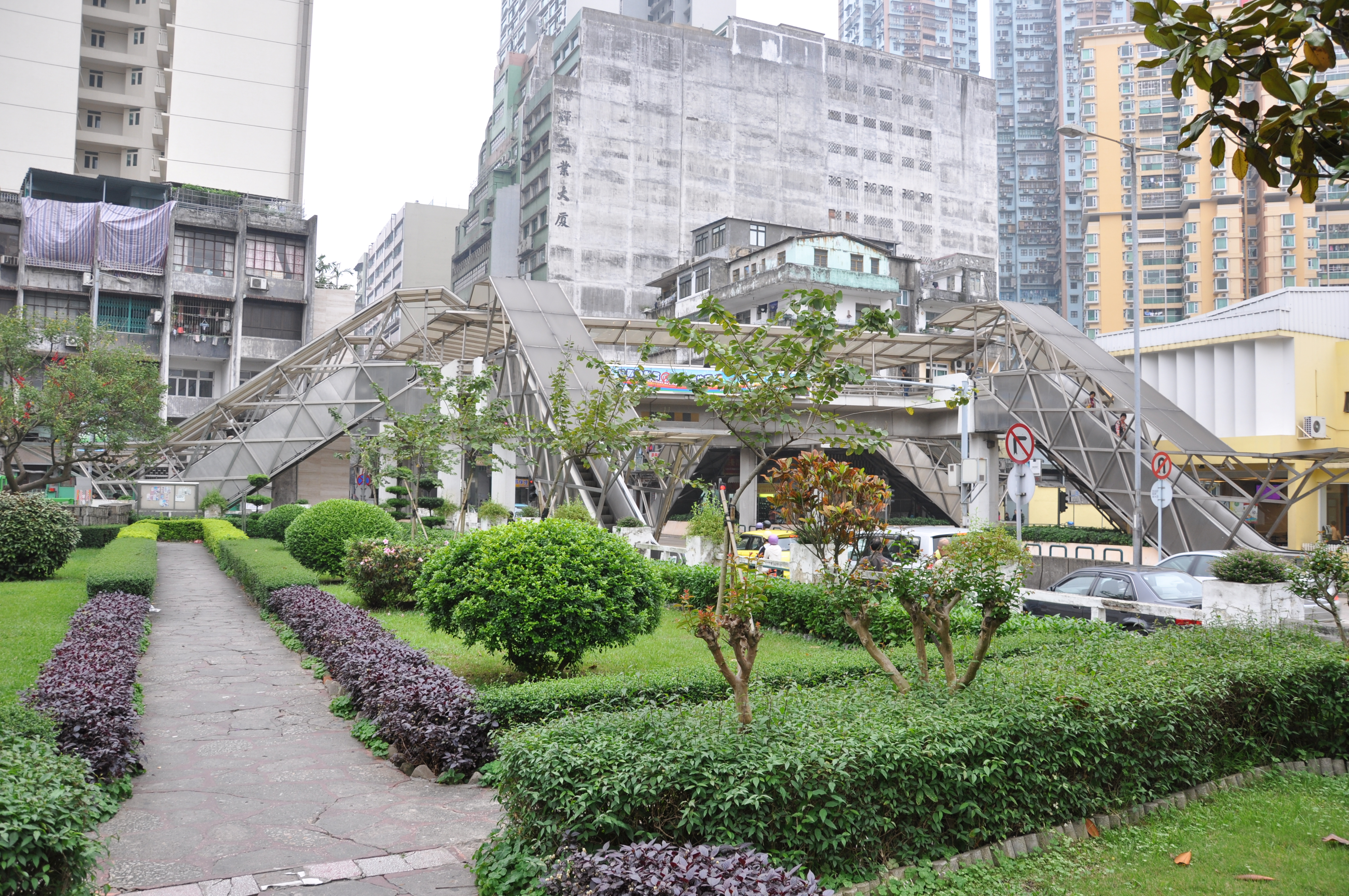
當日發生開鎗事件的行人天橋

約下午三點時，遊行隊伍抵達美副將大馬路和提督馬路交界，即警方方案與主辦單位路線的分歧點時，雙方發生衝突。駐守一區之31歲便裝警員許永聰朝天鳴槍五響示警，當時有多家新聞媒體包括路透社、法新社、美聯社、無綫電視與亞洲電視等等同時拍攝到鏡頭。其後治安警察局代局長李小平證實警員開槍，是由於當時有一名老婆婆跌倒在地上，為防止出現人踏人，並阻止其他人繼續前進所以開槍。但該名婆婆接受訪問時指當時只是只是坐在地上拾回自己的鞋而非跌倒（見下文）。
在警員開槍後，整個遊行局面轉為敵對與較激烈狀態，遊行者向警察拋擲竹支並擲塑膠礦泉水瓶。警察則制止並曾制服少量行為過激的示威者，期間曾出現毆打示威者的局面發生；最終遊行人士擊破該道警方防線並按照團體宣佈之遊行路線，遊行得以再度和平進行。
遊行人士瓦解警方首個防線後，沿團體原來路線，經沙梨頭海邊街往新馬路挺進。遊行隊伍至下午接近四點行至水上街市再次遇到警方防線。有示威者搬開鐵馬，警員向示威者噴射胡椒噴霧，並將數名人士制服及抬走（另有四人以「襲警罪」遭逮捕）。警員又將示威者分隔成三批，並封鎖周邊多個路口，大批防暴警察手持盾牌和警棍，水炮車亦在場戒備。至四點半時，遊行隊伍被拒前進及瓦解後，有折返提督馬路，部分人士散去，遊行人數減少至數百人，但至傍晚仍處於對峙狀態。
至晚上約七點至八點的一小時內，警方展開兩次清場行動，警員先分成20人一組，把數目相若的近百位現場集結者從隊伍中分隔出來，並以大聲之哨子將其向提督馬路方向驅散。而主辦團體之一的澳門職工聯盟在七點半後呼籲示威者解散，主辦團體將商議下一步行動；而至晚上近八點警方完成清場並撤退，正式結束事件。

## 事件表態
對於遊行期間警方以向天鳴槍制止，民間、在場參與人士跟政府與親政府人士持相反之意見。包播港澳與台灣之各地媒體亦爭相報導此事，唯獨新華社隻字不提，中新社只發「澳門5.1游行釀衝突」為題之短稿。雖如此，新聞也被轉載至中國大陸主要論壇中，以此讓內地網民得知事件發生。
而遊行演變成衝突與鳴槍控制局面在輿論上亦造成對這次遊行及警方處理方法認為產生不良後果，而且沒有緩和雙方矛盾。開槍事件成為整個遊行由呼叫口號轉為激烈對抗的導火線，現場有數家媒體、現場拍攝之攝影愛好者在網上表相片與前線警員、引發開槍的倒地婆婆與現場目擊者作佐證，成為民間、港澳傳媒爭論的焦點。

### 參與遊行之議員
三位參與遊行的立法議員吳國昌、區錦新和高天賜都認為警方開槍的做法不恰當。分別認為面對沒有武器之遊行人士沒有成為開鎗示警之理由，另外開槍處為一方形懸架之行人天橋，在此向天鳴槍亦會對橋上旁觀途人構成危害。
議員在翌日立法會上提出質詢，要政府一方作交代。

### 民間
相對而言，不少市民認為開槍並非正確做法。翌日早上澳門電台《澳門講場》節目中，有聽眾致電稱這是「雙輸局面」。港澳各大網上討論區對此事討論也相當熱烈，批評開槍事件，以至整個統治集團的有之，認為遊行違法及過於激烈亦有之，甚至以警察開槍為題進行惡搞。也有人改編《義勇軍進行曲》歌詞，諷刺何厚鏵與大資本家。未有參加遊行的民生協進會在5月6日發表六點聲明，批評當局、警方、親政府團體與媒體。在民間也有人模仿《澳門日報》版頭，發表反聲明。另外澳門社會人員協進會表示關注形成今次事件的社會因素，呼籲「政府及各界人士，正視目前澳門社會的深層矛盾，關心各階層市民的切身需要，同時，政府應認真考慮建立一個有公信力的意見採集及回應制度。該會相信真正的和諧社會是建基於溝通、化解怨氣，而不是強力壓抑後萬馬齊暗式的安靜。」

### 主辦單位
5月2日傍晚六時半，發起遊行的六個團體在澳門職工聯盟會址舉行記者會，指出遊行完全按照澳門法律進行，不存在隨意更改進行路線問題。他們又指責警方鳴槍激起示威者憤慨，其後引致的衝突應由特區政府負全責。他們又否認有「第三勢力」介入及有人收錢遊行傳言，對於有指現場部分人士言行挑釁，他們認為那只因工人長期積怨，所以在表達方面較激進，但團體方會進一步商討如何行動追究是次事件責任。

### 警方
治安警察局在5月2日凌晨1時召開記者招待會。代局長李小平在下午四點四十五分宣布中止此活動後，把事件定性為「騷亂」，並表示由於五一黃金周假期開始，不適宜讓遊行隊伍行經繁忙路線，並指有情報顯示，有人企圖藉遊行破壞澳門秩序。事件中有九男一女被捕，廿一名警員受傷，至少九十一件警察裝備受破壞。
至於開槍一事，他認為並沒有激化遊行人士情緒（與黃沛林的見解相反），而現場天橋上站立人士，全部是警務人員，相信警員是在安全情況下才向天開槍。但在回答記者提問時，李小平對「警員開槍決定熟對熟錯」、「當時認為情況是否緊急到達可開槍示警之程度」、「是否沒其他（比開鎗）更好方法（處理局面）」這些提問題均回答「調查中」，同時亦稱對開槍之警員不需停職，而且發射出之彈頭亦未尋回。
對開槍制止一事，李小平稱警方已在作內部調查，而對在鳴槍前後有警察以警棍毆打示威者，因而對是次鳴槍不能控制局面，並激化者情緒之提問，只回答稱對事件不了解作罷；但李明確表示該位警員鳴槍前沒有預先警告遊行人士（這點與警員需遵守之《軍事化人員通則》中「警員使用槍械前應明確警告」相違背），李亦不認為鳴槍會加深警民雙方之矛盾。
而開槍警員在遊行當晚已完成內部報告，並已被上級接納，如常上班當值，但拒絕接受傳受其他傳媒訪問。但警方在5月17日表示，該警員事後已交回配槍並被調入刑事調查廳車務管理科工作，負責司法警察局車輛調配、維修等事宜。兩年後該警員已升職爲首席警員。

### 行政長官
澳門特首何厚鏵在5月4日下午與澳門五個傳媒團體代表見面時表示，認同是次五一遊行大部份人士提出的訴求，在遵守法律及警方指引下表達訴求的權利；鳴槍示警大家都不願見到，但絕非鎮壓，也絕不可能是警方高層指示警員開槍，稱事件為「遊行中的衝突」；並強調維持廉潔、打擊黑工與保障本地工人權益；在近來已推出關於交通與住屋改善政策，亦對修訂《土地法》與公共工程批給機制，透過立法會與專責委員會的互動提高透明度。但同時又指摘，遊行隊伍中有「個別人士帶有政治目的」，別有用心地把遊行演變成衝突。他又首次向傳媒披露，自從發生前運輸工務司長歐文龍涉嫌貪污案後，有人想借機打擊政府的威信。而澳門中聯辦亦發表同樣言論，相信特區政府能在總結經驗的基礎上進一步依法處理好有關事宜。

#### 回應
區錦新批評何把遊行人士表達不滿訴求推諉成「政治打壓、有外來勢力干預」是「撒賴」行為。「董建華在七一遊行後，都說聽到市民訴求，有行動回應，但何只在撒賴，連董也不如」，而黃沛林亦不滿此言論並要求道歉。當晚在澳門民主發展聯合委員會舉行的「五四反思夜」上，與會者認為何在有新證據下，仍然支持警方的處理手法，「似乎是不負責任的言論」。

### 政府
另外，特區政府發表聲明，讚揚警方以果斷及克制態度，採取恰當方式，處理五一警民衝突，有效控制局面，使社會恢復正常秩序。當局一向尊重及重視市民以遊行請願方式，依法表達的意見，並會作出積極回應。又強調特區政府決心全力維護法治，一切社會行動必須以法治有序、不影響社會商業運作，及其他市民正當權益為原則，絕不容許並且會追究任何踐踏法紀、蓄意破壞澳門穩定發展大局的行為。而保安司司長張國華在遊行翌日下午亦肯定開槍示警能適當維持秩序。中聯辦主任白志健支持何厚鏵有關講話。他認為「今天的澳門，政府和居民的目標都是一致的，沒有根本不可調和的矛盾，政府亦有暢通的渠道可供居民反映意見，居民不需要用這麼激烈的方式表達意見」。他又認為「將這次遊行搞得如此激烈是不應該的，中聯辦譴責遊行的策劃者」，遊行組織者要開槍事件負責。
。而行政會發言人唐志堅在一座談會認為譴責「部份滋事份子的過激行為」是正確，因為社會要讓一些人知道，「不要以為以後每逢五一都可以這樣做（破壞社會秩序）下去」。
勞工局局長孫家雄在5月4日表示，澳門過去兩年外勞雖增加1倍多，但數據顯示本地工人就業條件如工時中位數減少，但收入中位數增加，反映沒受到外勞影響。並強調負責審批外勞的人力資源辦公室在6月成立後，將加強監管外勞。

### 親政府團體登報聲明
親政府人士亦一致譴責遊行人士的舉動，5月3日起澳門各大報章均在主要版面刊發數則大版面之聲明，以《澳門日報》為例，有澳門中華總商會、澳門江門同鄉會、澳門福建同鄉總會、澳門地產業總商會（5月3日）、澳門文學藝術界聯合會、澳門建築置業商會（等二十多個團體，5月4日）、澳門中國企業協會、澳門廣告商會、澳門藍白體育會（等二十多個團體，5月5日）、澳門肇慶同鄉會（等五個團體，5月6日）、澳門土生國際聯誼會、澳門土生協會（等十數個團體，包括土生團體，5月7日）、母親會、澳門體聯、澳門會計專業聯誼會、澳門管理專業協會（等七個團體，5月8日）、澳門足球總會和澳門汽車會（5月9日）、澳門鮮果批發商會、澳門路環街坊四廟慈善會（5月12日）等團體；均不約而同的刊登聲明否定遊行、支持特區政府施政、認同警方當天之處理手法並珍惜現有之經濟環境。
澳門中華總商會指出：「組織者有組織、有預謀的通過所謂合法遊行演變成騷亂，並指出參與遊行的議員反對遊行路線目的為支持不守法之行為及誤導遊行人士衝擊警方防線。合理訴求被這些別有用心的組織者利用，以達到其不可告人目的」。澳門地產業總商會的聲明則指出：「五一黃金周期間，若讓騷亂者亂進入新馬路，破壞澳門打造購物天堂的努力，並按照基本法第一章第六條『保障私有財產權』保障了該處商舖與遊客的財產不被侵犯」，並指出「有外地勢力為製造騷亂，背後是否有其不良動機？」，章節中並點名批評「吳國昌與區錦新議員把警方恰當的處理方式曲解為挑戰示威者，對此等不負責言論表示反感並遺憾」「對示威者粗暴無理要求官員下台的文革式口號表示遺憾」，而澳門建築置業商會亦有點名批評「高天賜、吳國昌、區錦新身為議員…充當極不光彩的角色，明知示威必須經警方批准…卻公然指責警令，支持組織者以身試法…組織者因有議員撐腰，便更肆無忌憚」「高天賜號召公務員遊行，卻又叫政府不要秋後算賬…顯然是心懷鬼胎，作賊心虛…分化公務員隊伍…為實」，連日來的自發政治譴責聲明是繼六四事件後僅有的。

#### 回應
參與遊行的新澳門學社在5月9日發表八點聲明並於翌日召開記者會，除批評警方有關安排在於挑釁民眾，要求政府就開槍事件道歉及問責外，更認為特首未從憤懣的示威行動中反省其施政的失誤，反而將遊行衝突諉過於「帶有政治目的人士」，表現了其在政治上缺乏承擔。另一方面，學社對部份文革式表態效忠支持政府鎮壓五一遊行的言論，深表遺憾。學社指出，「法治社會中，違法與否應是由法院裁定，而不是由社團發表的聲明多少來決定的。這些舖天蓋地而來的聲明是同一口徑地指斥五一遊行是違法，只能給人感到有人不惜破壞澳門的法治基石，試圖透過文革式的手段，以大量聲明及座談批判等方式來為五一遊行定性，實行輿論審判，為法治社會所不容。澳門正邁入現代都市的門檻，但仍有大量社團停留在這種效忠思維，實在教人遺憾。」在5月31日的立法會大會上，區錦新發言抨擊眾多社團發表聲明是「文革式爭相表態支持政府」；又批評司法機制「嚴重生鏽」、「一個爛透了的司法系統」。其發言惹來多位議員即時回應反擊，批評區為「實情是一個打著自由旗號，而行反對自由的人物。」
遊行聲明亦刺激了以「提供一個能讓大眾直接參與的輿論平台」為宗旨的《澳門勞動報》的誕生。

### 開槍事件關鍵人物
當警員鳴槍時倒地的婆婆郭秀英在5月3日接受《蘋果日報》與無綫電視訪問時，指自己當時她與十多名爭取內地子女居留權的遊行人士手持鮮花，並強調不是跌倒，只是坐在地上拾回自己的鞋，當時亦不覺得場面混亂，但亦恐被人踩到，已即時離開，當時她亦不覺得場面混亂，之後現場情況則稱不知道。

### 學者
- 澳門理工學院社會工作課程副教授蘇文欣：有關言論（上文提及之何厚鏵回應五一遊行言論）首次表達政府清楚明白社會現存矛盾，而政府提出的改善措施與過去提出的基本一致，並認為要減少社會矛盾，關鍵是政府需早日兌現承諾。並表示遊行反映政府諮詢渠道不足，需加強。[47]
- 澳門大學經濟系主任關鋒（接受無綫電視《新聞透視》訪問時）：認為近年澳門發展急速轉向，令習慣安逸生活之澳門人一時間未能適應轉變，令因為經濟轉向而受惠較多的與受惠較少的族群之差距拉大，由此不斷累積怨氣。並表示失業問題只要政府投放資源援助底下階層即可解決，未來真正面對的是怎樣規劃龍頭經濟以扭轉現令勞動力嚴重失衡的問題。[48]

## 後續事件
遊行期間被捕之九男一女，其中包括主辦團體代表利建潤，通宵扣查後稍後被初步確定為抗拒、脅迫、違令罪嫌犯並於5月2日早上送交檢察院，5月3日各人保釋。事後亦有傳聞指有，有人以澳門幣一百至三百元不等在祐漢公園及三角花園慫恿市民遊行，因而遊行人士中出現有大批工人，發起者指這是抹黑遊行之言論，治安警察局則稱事件正調查中。

### 聲援行動
另外四五行動五位成員（包括梁國雄、古思堯、曾健成）在5月4日早上前往澳門並到南灣之政府總部展示橫額抗議、遞交聯署信。聯署信中並有部分香港立法會議員如涂謹申、劉慧卿、譚香文、吳靄儀，李卓人及區議會議員蔡耀昌、陶君行等，其中利建潤亦有到場，警方未有干預行動之餘，政府總部並派人接收信件。而抗議成員於當天下午三點返回香港。
香港職工盟也在5月6日譴責警方濫用武力，要求何厚鏵道歉。國際工會聯合會亦去信何厚鏵，要求公正處理事件，並查辦濫用暴力的警員。香港弱勢社群聯席會議也計劃在5月7日到政府總部遞信，對開槍事件表達不滿，並強調港澳兩地彼此互有示範作用，基層團體應互相支援。但在五名代表當日在澳門被帶返警署調查。警方其後終止5名港人的逗留權，並將他們遣返香港。該組織成員與梁國雄等共十人在5月13日再次到澳門請願，但包活梁本人之其中七人被拒入境。香港天主教勞工事務委員會亦發表聲明，反對過分使用暴力並促請澳門政府認真處理貧富懸殊問題。

### 子彈墜落傷人
5月1日約晚上九點，傳媒傳出消息稱，下午三點十分（即正值遊行期間），53歲男子梁毅強與家人乘摩托車出遊，在三角花園交通燈位停車等候時，剛巧被從天而降的不明物體擊中左肩近頸位置直入肺部，其妻報警求助；傷者送往山頂醫院求醫，經X光檢查初步懷疑為子彈所傷，晚上由山頂醫院轉介到鏡湖醫院深切治療部，於當晚凌晨一時從肋骨取出一公分長金屬異物，傷者情況穩定；澳門司警在翌日下午五時證實梁為.38 Special子彈所傷，不排除傷者是被警員流彈擊傷，澳門司警在半個月之後的5月15日公布調查報告，其刑事技術廳以其發射之槍支與該枚子彈作比1與測試、分析現場及對周邊環境勘察、並聘請廣東省公安廳作同樣測試佐證得出子彈為同一種類型號槍支發射（即點38 Special子彈），但因材質問題未能認定「彈頭為該槍所射出」這直接證據；報告雖如此，司警綜上推斷認為當天警員向天開槍傷人事件的可能性較大；報告出台後案件隨即送往檢察院處理。治安警察局在兩天後表示高度遺憾，日後會處理騷亂培訓，並就事件檢討。但對傷者之賠償問題卻未回應。事後坊間盛傳有熱心人士送贈400萬元給該傷者作慰問金。
另外澳門軍事專家黃東當時與開槍警察距離十公尺，目睹一名穿米色衣服的警員以其點38左輪手槍，以70度左右向天連續開槍，他表示若這樣傷人情況屬實的話，則十分罕見。香港科技大學物理系教授吳大琪指出這情況在國外皆屢見不鮮。香港射手聯會創會會長黎永權亦指每到新年都會向天開槍慶祝的巴西每年都發生中流彈死亡的事件，所以向天開槍是愚蠢行為，容易誤傷無辜，導致傷亡。

### 後續遊行活動
澳門家庭團聚促進會在5月13日下午兩點於三角花園組織另一次遊行，並在中聯辦及特首辦遞交請願信，目的希望與政府直對話解決其訴求，並聲明是次遊行沒有外來政治勢力介入；吳國昌亦有陪同前往。

### 當局對特首回應片段的干預
澳門傳媒工作者協會於5月10日發表聲明，指收到投訴，在5月4日（行政長官就遊行事件作出回應當天）新聞局派員到澳門電視台插手制作新聞片段，該會對新聞局嚴重干預新聞自由和編採自主權表示強烈譴責；以及就此事提出投訴。而澳門新聞局在兩天後發表回應指當天是為提取新聞片段，供該局網站播出，並無干預媒體對新聞的處理和發佈。
議員吳國昌對此在5月17日提出書面質詢，指88字之新聞局聲明完全未能釋疑。包括沒說明新聞局人員到電視台取片是否同時插手新聞與特輯之編輯工作；沒有回應關於未有公平及時向全部媒體發放政府對遊行之全部講話內容。另質疑新聞局近期屢在議員還未收到質詢回覆前，就選擇性將政府覆函中的部分內容公佈，議員未獲足夠尊重及讓傳媒獲得全部資訊。

### 社團聲明引致輿論審判問題
對於2007年五一遊行後，澳門各社團不約而同在包括《澳門日報》在內的澳門各大報章刊登內容幾近相同的親政府表態「聲明」，其中也以《澳門日報》刊登之數量最多，在同年5月14日澳門大學「傳播周」講座上有學生提出該聲明的突然冒起，會否造成輿論審判，影響閱報讀者判斷之問題。
一同出席該講座之《澳門日報》助理總編輯曾藝與澳門電視台資訊節目經理葉國華均回答稱，社團與個人有權透過包括報章上刊登廣告在內之不同方式對社會問題發表本身立場，但讀者是否接受則是讀者個人判斷與認知的問題。

## 外部連結
- On.cc：遊行新聞專輯（页面存档备份，存于）
- 美聯社（CNN）：[ Macau May Day march turns violent]
- 路透社（多倫多星報）：Macau launches probe after man shot at protest（页面存档备份，存于）
- 法新社（海灣時報）：May Day rally sparks rare clashes in Macau（（页面存档备份，存于））
- TVB六點半新聞報道（該台攝影師拍攝之遊行開槍片段）
- 晚上警方驅散遊行人士片段
- 澳門五一遊行照片，香港電台整理
- 澳門電視台《風火台》節目相關評論（页面存档备份，存于）（youtube在線觀看，節目在2007年5月3日晚上播出）
- 英國廣播公司：澳门劳工团体示威演变警民冲突（页面存档备份，存于）
- 澳門反貪遊行 警方武力鎮壓（页面存档备份，存于），大紀元2007年5月2日
- 澳門五一：未到終點的遊行（（页面存档备份，存于）），香港獨立媒體2007年5月2日
- [ 五一勞動節 看澳門公民運動]，謝曦 著，世界日報2007年4月30日
- [ 鏗鏘集：一石激起千層浪]，香港電台，2007年5月21日
- 聽見衆人的聲音：關於澳門“五一”的紀錄（页面存档备份，存于）
- 輕談淺唱：五一遊行
- 蘋果日報：澳門鳴槍司警「抽水哥」許永聰，有背景。（页面存档备份，存于）